# 平等派
平等派（びょうどうは、英：Levellers）は、キリスト教のプロテスタントの一教派で、清教徒革命（イングランド内戦）期のイングランド王国およびイングランド共和国で活発な動きを見せた急進的ピューリタンの一派である。急進的社会改革を主張し大衆や軍に浸透、彼等と連動して改革実現を目指したが、危険視した政府と軍首脳部に弾圧され衰退した。別名の水平派（すいへいは）、英語読みのレヴェラーズでも表記されている。

## 経緯
1647年頃からジョン・リルバーン、ウィリアム・ウォルウィン、リチャード・オーバートンを指導者として結成され、ロンドン下層市民、徒弟の間に広まった。これ以前に1645年からニューモデル軍の将兵にリルバーンとオーバートンのパンフレットがばらまかれ、平等派の思想が広まっていたことを従軍牧師リチャード・バクスターが書き残している。また指導者のうちリルバーンとオーバートンは1646年に投獄されたが、2人は獄中からパンフレットで大衆に呼びかけ、外でもウォルウィンやリルバーンらの家族が大衆へパンフレットを配り、大衆が投獄に抗議としてデモや請願を繰り返すなど、平等派は大衆に影響力を持つグループへと成長していった。独立派左派の教会も請願署名に利用され、請願文が教会で回覧され教会員署名を取り揃えていった。
1647年2月に長期議会で多数派の長老派が軍解散を発表したことに独立派を中核にする軍が抗議、平等派がそれに乗じて軍へ働きかけた結果、下士官が独自にアジテーターと呼ばれる各連隊から2名ずつ選出された委員集団を組織、議会へ要求を突きつける政治勢力と化した。議会は事態収拾のためオリバー・クロムウェル、ヘンリー・アイアトンら軍幹部を調査名目で軍に派遣、クロムウェルらは両者の交渉に当たったが、議会は軍への強硬的な態度を崩さず、軍の急進派は軍幹部の議会に対する協調姿勢に不満を抱き、5月に議会が改めて軍解散命令を発すると軍幹部は兵士・下士官と同調した。8月のロンドン占領までは軍は足並みを揃えていたが、占領直前の7月にアイアトンが起草した建議要目に平等派は納得せず、対置する形で人民協定を起草、10月にクロムウェル・アイアトンら軍幹部と平等派はパトニー討論で激論を交わした。
パトニー討論で平等派はジョン・ワイルドマン、トマス・レインバラ、エドワード・セクスビーが代表として出席、王政と上院廃止、自然権に基づく国民主権、選挙区改正と普通選挙実施、共和制を主張した。これに対しクロムウェル・アイアトンは平等派の主張を空想の産物、混乱をもたらすと反論、議論は結論を見出せないまま閉会した。11月に平等派は軍の一部を扇動して反乱を起こそうとしたが、未然にクロムウェルに鎮圧され、同時期にチャールズ1世が幽閉先から脱走したこともあり、軍内部の独立派と平等派は妥協して手を組み、第二次イングランド内戦で両者はチャールズ1世と通じたスコットランド軍を迎撃した。同月にリルバーンはクロムウェルへの牽制を企てた長老派の意向で釈放されたが、1648年1月に大衆への請願署名運動を画策したことで再投獄、8月にまたもやクロムウェル対抗を図る長老派の手で釈放されたが、リルバーンはクロムウェルより長老派と敵対する方を選び、平等派も独立派との協調路線を継続した。
内戦終結後も軍と議会の対立は収まらず、平等派・独立派は手を組んだまま1648年12月6日のプライドのパージでランプ議会を構成、チャールズ1世処刑裁判を推し進めたが、平等派は独立派と軍による独裁が進んでいると見抜き、リルバーンが1649年1月20日にランプ議会へ人民協定を提出しても議会が実現に努力しなかったことに怒り、クロムウェルら軍幹部を非難するパンフレットをばらまいた。クロムウェルはリルバーン、ウォルウィン、オーバートンら平等派指導者を投獄、これに対する大衆の抗議が発生、4月から5月にかけて平等派に扇動された軍の部隊が再び反乱を起こしたが、この反乱もクロムウェルに早期鎮圧され、平等派の運動は事実上終焉を迎えた。平等派に協力していた独立派左派の教会も決別、リルバーンの友人でバプテスト教会指導者のウィリアム・キッフィンはランプ議会に請願を提出、バプテスト教会は自由と保護を保証された一方で平等派は没落していった。
以後平等派は指導者層の投獄などで衰退、残党は王党派と提携してまで政府転覆を企て、1654年と1657年にマイルス・シンダコムが護国卿クロムウェルへの反乱や暗殺を謀ったがいずれも未然に発覚し逮捕、ワイルドマンやセクスビーら他の残党も逮捕・投獄され転覆は果たせなかった。しかし社会改革思想は第五王国派に受け継がれ、平等派の運動は農村にも普及し、社会主義的な理想を掲げて財産共有を主張し土地共有制を試みたディガーズこと真正水平派も結成された（ただし平等派は財産共有に否定的）。